# Cindy Lucas
Pour les articles homonymes, voir Cindy et Lucas.
Cindy Lucas est une actrice, réalisatrice et scénariste américaine spécialisée dans les films érotiques.

## Filmographie

### Comme actrice
- 2008 : L'allenatore nel pallone 2 : la serveuse bavaroise blonde et pulpeuse
- 2009 : American Pie Presents: The Book of Love : la canadienne francophone
- 2010 : Shattered (série télévisée) : la prostituée de luxe
- 2011 : Sexy Wives Sindrome (téléfilm) : infirmière Kayla Belmont
- 2012 : Piranhaconda (téléfilm) : Margaret
- 2012 : The Wingman : Candy
- 2013 : Sexy Wives Sinsations (téléfilm) : Cindy Parks
- 2013 : Pleasure Spa (téléfilm) : Dusty
- 2013 : Hypnotika (téléfilm) : docteure Barnes
- 2014 : After Midnight : Britney
- 2015 : Shark Babes (téléfilm) : Justine
- 2015 : Scared Topless (téléfilm) : Madame Zolta
- 2015 : Sharkansas Women's Prison Massacre (téléfilm) : Anita Conners
- 2017 : Mope : Angela
- 2017 : Legend of the Naked Ghost (téléfilm) : la Grande Zolta th
- 2017 : Scumbag : Tiffany
- 2017 : A Doggone Hollywood : Patty
- 2017 : Nessie & Me : la secrétaire
- 2017 : A Doggone Adventure : Zoey Williams
- 2018 : The Enemy : l'assistante sexy
- 2018 : Rusty Tulloch : Mary Lu

### Comme réalisatrice
- 2015 : Sexy Nurses (téléfilm)
- 2017 : Bikini Car Wash Massacre

### Comme scénariste
- 2017 : Bikini Car Wash Massacre